# Juan Javier Espinosa
Juan Javier Espinosa (Quito, 2 de dezembro de 1815 – Quito, 4 de setembro de 1870) foi um advogado e político equatoriano. Sob filiação do Partido Conservador do Equador, ocupou o cargo de presidente de seu país entre 20 de janeiro de 1868 e 19 de janeiro de 1869.